# Лебеда татарская
Лебеда́ тата́рская (лат. Átriplex tatárica) — вид двудольных цветковых растений, относящийся к роду Лебеда семейства Маревые (Chenopodiaceae).
Однолетник с волнистыми листьями с серебристым налётом, с верхушечными метёлками из клубочков мелких однополых цветков.

## Ботаническое описание
Однолетнее растение с прямостоячим или приподнимающимся стеблем до 60—100 см высотой, разветвлённым.
Листья на черешках до 2 см длиной, очерёдные (самые нижние часто супротивные), в очертании треугольно-яйцевидные или продолговато-яйцевидные, 2—7 см длиной и 1—4 см шириной, обычно выемчато-зубчатые до лопастных, в основании клиновидные до ширококлиновидных и иногда почти копьевидных, покрытые серо-белым блестящим мучнистым налётом с обеих сторон или только снизу.
Цветки в клубочках, образующих верхушечную колосовидную метёлку, однополые. Тычиночные цветки с 5 тычинками и 5 листочками околоцветника. Пестичные цветки в клубочках по 3—20, с двумя ромбически-стреловидными или трёхлопастными прицветничками, к плодоношению срастающимися в нижней половине, отчётливо трёхжилковыми.
Плоды семянковидные, скрытые в сросшихся прицветничках, коричневого цвета, блестящие, голые, округлые, 3 мм в диаметре.

## Распространение и экология
Распространена от Средней Европы до Западной Сибири и Средней Азии, преимущественно в степной и лесостепной зонах, севернее — как заносное. В первоначальном ареале (равнинная часть Ирано-Турана) — на солончаках, по берегам морей, севернее — в основном по сорным местам, часто солонцеватым.

## Химический состав
В фазе бутонизации в 100 кг корма при влажности 21,5 % содержалось 23,3 кормовых единиц и 2,6 кг переваримого белка, что при абсолютно сухом веществе 29,7 кормовых единиц и 3,2 кг переваримого белка.
В образце собранном в Казахстане содержалось (в %): золы 24,37, калия 2,78, натрия 4,92, хлора 0,58, фосфора 0,19, серы 0,35, кальция 0,75.

## Значение и применение
Молодую лебеду обдавали кипятком, посыпали мукой и давали дойным коровам по возвращении с поля. По наблюдениям в Казахстане крупно рогатый скот поедал хорошо во влажные года, в сухие плохо, лучше поедался после водопоя. По наблюдениям на Северном Кавказе хорошо поедался овцами. Хорошая поедаемость лошадьми подтверждалась в Ростовской области.
Лебедовые пастбища для верблюдов одни из лучших для нажирования. В Астраханской области лебеду татарскую использовали для заготовки сена верблюдам, получая на низко бугристых песках до 1 т/га; на равнине вместе солянкой натронной (salsola nitraria) заросли могут давать до 60—70 ц\га. На Хошеутских песках за 1 укос собирали 100—200 ц/га зелёной массы.
Изредка засоряет посевы на юге зоны широколиственных лесов.
В Казахстане использовалась для приготовления мыла.

## Таксономия
Atriplex tatarica L., Sp. pl. 2: 1053 (1753).

### Синонимы
- Atriplex arazdajanica Kapeller, 1938
- Atriplex astracanica Balb., 1813
- Atriplex campestris W.D.J.Koch & Ziz, 1814
- Atriplex diffusa Ten., 1815
- Atriplex graeca Willd., 1806
- Atriplex incisa M.Bieb., 1819
- Atriplex laciniata auct.
- Atriplex laciniata subsp. diffusa (Ten.) Arcang., 1882
- Atriplex laciniata var. discolor K.Koch, 1849
- Atriplex laciniata var. hastifolia K.Koch, 1849
- Atriplex laciniata var. incisa (M.Bieb.) Moq., 1840
- Atriplex lehmanniana Bunge, 1851
- Atriplex multicolora Aellen, 1939
- Atriplex olivieri Moq., 1840
- Atriplex procumbens Less., 1835, nom. inval.
- Atriplex pruinosa Sieber ex Boiss., 1879, nom. inval.
- Atriplex serotina (L.) Crantz, 1766
- Atriplex sinuata Hoffm., 1804
- Atriplex tornabenei Tineo, 1845
- Atriplex veneta Willd., 1806
- Chenopodium serotinum L., 1756
- Chenopodium tataricum (L.) E.H.L.Krause, 1901
- Obione graeca (Willd.) Moq., 1849
- Obione multicolora (Aellen) G.L.Chu, 2017
- Obione tatarica (L.) G.L.Chu, 2017
- Schizotheca tatarica (L.) Čelak., 1871
- Teutliopsis tatarica (L.) Čelak., 1872